# Pomeroy (Ohio)
Pomeroy és una població dels Estats Units a l'estat d'Ohio. Segons el cens del 2000 tenia 1.966 habitants.

## Demografia
Segons el cens del 2000, Pomeroy tenia 1.966 habitants, 835 habitatges, i 516 famílies. La densitat de població era de 234,3 habitants per km².
Dels 835 habitatges en un 30,8% hi vivien nens de menys de 18 anys, en un 38,3% hi vivien parelles casades, en un 17,6% dones solteres, i en un 38,1% no eren unitats familiars. En el 34,5% dels habitatges hi vivien persones soles el 16,4% de les quals corresponia a persones de 65 anys o més que vivien soles. El nombre mitjà de persones vivint en cada habitatge era de 2,32 i el nombre mitjà de persones que vivien en cada família era de 2,95.
Per edats la població es repartia de la següent manera: un 25,4% tenia menys de 18 anys, un 10,6% entre 18 i 24, un 26,7% entre 25 i 44, un 21,2% de 45 a 60 i un 16,2% 65 anys o més.
L'edat mediana era de 36 anys. Per cada 100 dones de 18 o més anys hi havia 78,5 homes.
La renda mediana per habitatge era de 19.971 $ i la renda mediana per família de 22.406 $. Els homes tenien una renda mediana de 30.625 $ mentre que les dones 20.093 $. La renda per capita de la població era d'11.305 $. Aproximadament el 35,4% de les famílies i el 39,2% de la població estaven per davall del llindar de pobresa.

## Poblacions més properes
El següent diagrama mostra les poblacions més properes.